# Та-Се
Тип 98 Та-Се — зенитная самоходная установка (ЗСУ) Японской империи времён Второй мировой войны на базе лёгкого танка Ке-Ни. Экипаж ЗСУ вёл огонь из двух 20-миллиметровых автоматических пушек, установленных на платформе в средней части машины. Бронещиток орудий обеспецивал дополнительную защиту зкипажа.
В ноябре 1941 года началась эксплуатация ЗСУ с 20-мм пушкой АА. Проводились эксперименты с различными версиями машины.

## Варианты

### Вариант с установкой одного орудия

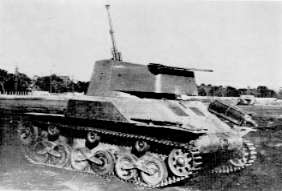
ЗСУ с одним орудием

Ранний вариант. В ноябре 1941 года прототип получил обозначение Тип 98 Та-Се (дословно переводится как противовоздушный танк). Машина оснащалась одним 20-мм автоматическим орудием Тип 98. В ходе испытаний выяснилось, что размеров шасси Та-Се недостаточно для создания на его базе устойчивой установки. Серийное производство начато не было.

### Вариант с установкой двух орудий
Впоследствии ЗСУ была модернизирована и оснащена двойной 20-миллиметровой автоматической пушкой Тип 2. Орудия имели общую систему управления огнём. Скорострельность орудия составляла 300 выстрелов в минуту, а максимальная дальность стрельбы — 5500 м. Место наводчика располагалось в рубке за орудием. Башня ЗСУ имела возможность кругового вращения. Та-Се оснащалась 130-сильным бензиновым двигателем, благодаря которому могла развивать максимальную скорость в 42 км/ч. Серийное производство не осуществлялось.